# Top of the World (Van Halen)
Top of the World è un singolo del gruppo musicale statunitense Van Halen, pubblicato nel 1991 ed estratto dall'album For Unlawful Carnal Knowledge.
Il brano trascorse quattro settimane al primo posto della Mainstream Rock Songs. È inoltre l'unico singolo dell'album che ha raggiunto la top 40 della Billboard Hot 100, alla posizione numero 27.
Il riff di chitarra principale è ripreso da quello finale di Jump, ragione per cui il brano veniva suonato subito dopo Jump nei concerti. Nei cori del ritornello appare come ospite Steve Lukather dei Toto.

## Tracce
7" Single Warner Bros. 5439-19134-7
1. Top of the World – 3:54
2. In 'N' Out – 6:04

12" Maxi Warner Bros. 9362-4024-0
1. Top of the World – 3:54
2. Why Can't This Be Love (Extended Remix) – 5:00
3. When It's Love – 5:39
4. Dreams – 4:55

## Formazione
- Sammy Hagar – voce
- Eddie van Halen – chitarra, cori
- Michael Anthony – basso, cori
- Alex van Halen – batteria

### Altri musicisti
- Steve Lukather – cori

## Classifiche
| Classifica (1991)             | Posizione massima |
| ----------------------------- | ----------------- |
| Canada                        | 23                |
| Regno Unito                   | 63                |
| Stati Uniti                   | 27                |
| Stati Uniti (mainstream rock) | 1                 |
| Stati Uniti (radio)           | 49                |